# بليغ بن يوسف بن طائي
بليغ بن يوسف بن طائي كان القائد العربي (المقدم) من حلقة (غير مملوكية) فوج قلعة الكرك في منتصف القرن الرابع عشر تحت حكم المماليك. وكان من الداعمين الرئيسين للسلطان الناصر أحمد (حكم سنة 1342) خلال فترة حكمه القصيرة. ولكنه في نهاية المطاف خان الناصر أحمد بعد أن جنّده شقيق الأخير ومغتصب العرش الصالح إسماعيل في عام 1344.

## السيرة
نادرًا ما يُذكر بليغ في سجلات المماليك. يشير لقبه "الطائي" إلى أنه كان عضوًا في قبيلة طيء من بني ربيعة، على الرغم من أنه من غير المعروف ما إذا كان ينتمي إلى فرع الفضل أو آل ميرة. في حين كانت قبيلة بنو ربيعة هي القبيلة الأكثر هيمنة في الشام المملوكية وخاصةً دمشق، كانت المنطقة المحيطة بالكرك خاضعة لسيطرة بني عقبة. خلال الصراع على السلطة بعد وفاة السلطان الناصر محمد (حكم من عام 1310 إلى عام 1341)، كان بليغ أحد الداعمين الرئيسين لابن السلطان الناصر أحمد المقيم في الكرك. كتب المؤرخ المملوكي المقريزي أن بليغ كان "أهم المقربين لأحمد من بين أهل الكرك"، وكان سكانها العرب مصدر دعم لأحمد. وفي نهاية المطاف، حصل أحمد على السلطنة ونقل العرش المملوكي من القاهرة إلى الكرك. كان بليغ يخدم رسميًا كمقدم (قائد) لفوج الحلقة (غير المملوكي) في قلعة الكرك. يتكون الفوج من رجال القبائل البدوية والسكان المحليين من جبال الشرات.

بينما كان أحمد يحكم من الكرك، استبدله المماليك في مصر بأخيه غير الشقيق الصالح إسماعيل. وعلى أمل أن ينال مكافأة على ولائه، واصل بليغ دعم أحمد خلال الحملات المملوكية العديدة ضد الكرك. في 30 آب 1343، أُصيب بليغ في ساقه أثناء إحدى حملات المماليك ضد أحمد. ومع ذلك، عندما "انضبت ثروة أحمد"، بدأ بليغ "يعمل عليه"، وفقًا للمقريزي. بدأ بليغ اتصالاته مع إسماعيل عبر أمراء المماليك الذين حاصروا الكرك. ولم يكن من الممكن الاستيلاء على الأخير بسبب مقاومة قوات بليغ العربية في جميع أنحاء المنطقة. وعد بليغ إسماعيل بأنه يستطيع ترتيب استسلام الكرك، وكتب
كل من في قلعة الكرك أصدقائي، وكل من في المدينة أهلي وأقاربي. لا أحد منهم يعارضني.
قَبِل إسماعيل عرض بليغ، ومنحه العفو، وبعد ذلك هرب بليغ من الكرك لمقابلة إسماعيل في القاهرة. وصل مع مجموعة من المؤيدين في 21 آذار 1344، وفي مقابل انشقاقه، مُنح إقطاعًا بإيرادات سنوية قدرها 450 ألف درهم فضي ولقب أمير طبلخانة. غادر بليغ القاهرة بعد ثلاثة أيام وشرع في تسهيل استسلام الكرك وأحمد لقوات إسماعيل في 5 تموز 1344. في شهر آب، قُبض على بليغ وشخص معين يدعى عيسى بن حسن بتهمة التورط في قتل تاجر جمال في القاهرة يدعى حسن بن الرديني. وسعى نائب القاهرة إلى معاقبتهم بالضرب بالفلقة، إلا أنهم تمكنوا من تأجيل العقوبة إلى حين إجراء مزيد من التحقيقات. وبعد ذلك، استخدموا نفوذهم مع بعض أمراء المماليك، الذين نجحوا في الضغط من أجل إطلاق سراحهم. كانت هذه هي المرة الأخيرة التي تم فيها ذكر بليغ في المصادر المملوكية.

## فهرس
- Bauden، Frederic (2004). "The Recovery of Mamluk Chancery Documents in an Unsuspected Place". في Winter، Michael؛ Levanoni، Amalia (المحررون). The Mamluks in Egyptian and Syrian Politics and Society. Leiden: Brill. ISBN:9004132864.
- Milwright، Marcus (2008). The Fortress of the Raven: Karak in the Middle Islamic Period (1100-1650). Brill. ISBN:9789047432906.